# Deportes Antofagasta
Club de Deportes Antofagasta – chilijski klub piłkarski z siedzibą w mieście Antofagasta, stolicy regionu Antofagasta.

## Historia
Deportes Antofagasta założony został 14 maja 1966 roku i gra obecnie w pierwszej lidze chilijskiej (Primera División de Chile).

## Osiągnięcia
- Mistrz drugiej ligi chilijskiej (Primera B): 1968